# Вика звичайна
Вика звичайна, вика сійна, горошок посівний (Vicia sativa L.) — вид квіткових рослин родини бобові (Fabaceae). Латинський епітет sativa означає «культивується». Вирощується як зелене добриво і на корм худобі.

## Опис
Витка або сланка однорічна трав'яниста рослина, запушена, 20–80 см. Листя парноперисте з 3–8 парами листових фрагментів 6–36 х 1–12 мм від лінійні до оберненояйцеподібних. Суцвіття майже сидячі з 1–2(4) квіток на суцвітті. Віночок 10–30 мм, світло-червонувато-фіолетовий, або голубувато-ліловий. Плід 32–57 х 3.5–9 мм, довгастий, голий або запушений, буро-чорний, з 6–10 насінням. Насіння 2–6 мм.

## Поширення, екологія
Країни поширення:  
- Африка: Алжир; Єгипет; Лівія; Марокко; Туніс; Кенія.
- Азія: Оман; Саудівська Аравія; Ємен; Афганістан; Кіпр; Єгипет — Синайський півострів; Іран; Ірак; Ізраїль; [[Йорданія[[]]; Ліван]]; Сирія; Туреччина; Казахстан; Киргизстан; Таджикистан; Туркменістан; Узбекистан; Китай; Японія; Корея; Тайвань; Бутан; Індія; Непал; Пакистан.
- Кавказ: Вірменія; Азербайджан.
- Росія — Чечня, Інгушетія, Дагестан, Кабардино-Балкарія, Карачаєво-Черкесія, Краснодарський край, Північна Осетія, Ставропольський край, Сибір.
- Європа: Данія; Фінляндія; Ірландія; Норвегія; Швеція; Об'єднане Королівство; Австрія; Бельгія; Чехія, Словаччина; Німеччина; Угорщина; Нідерланди; Польща; Швейцарія; Білорусь; Естонія; Латвія; Литва; Молдова; Україна [вкл. Крим]; Албанія; Болгарія; Колишня Югославія; Греція [вкл. Крит]; Італія [вкл. Сардинія, Сицилія]; Мальта; Румунія; Франція [вкл. Корсика]; Португалія [вкл. Мадейра]; Іспанія [вкл. Балеарські острови, Канарські острови].

Широко натуралізований і широко культивується. Поля і луки, на ґрунтах, 0–1000 м. Квіти та плоди — з березня по червень.
В Україні вид зростає на відкритих схилах, узліссях, уздовж полів, у посівах — на всій території.

## Галерея

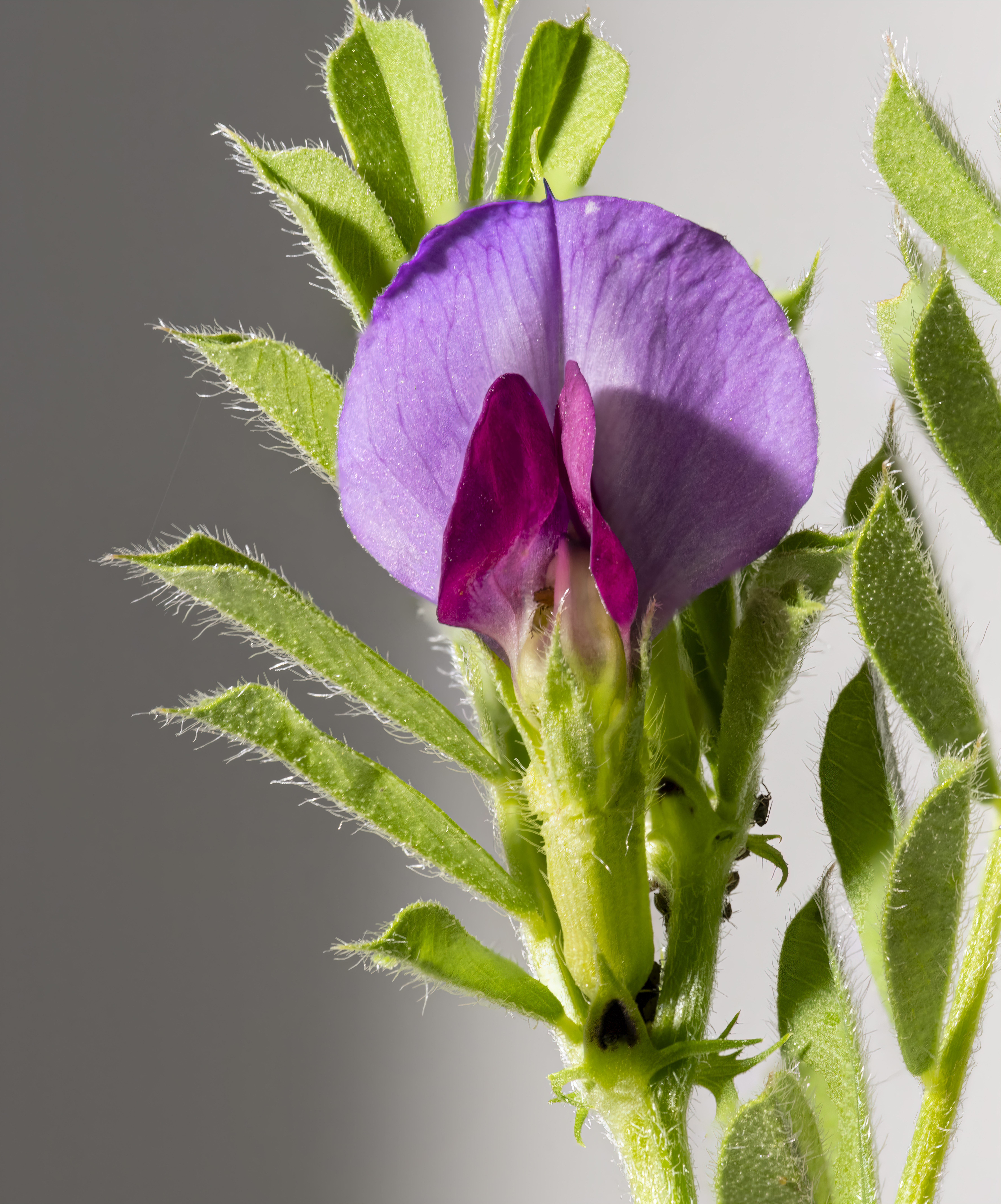
Квітка звичайна.
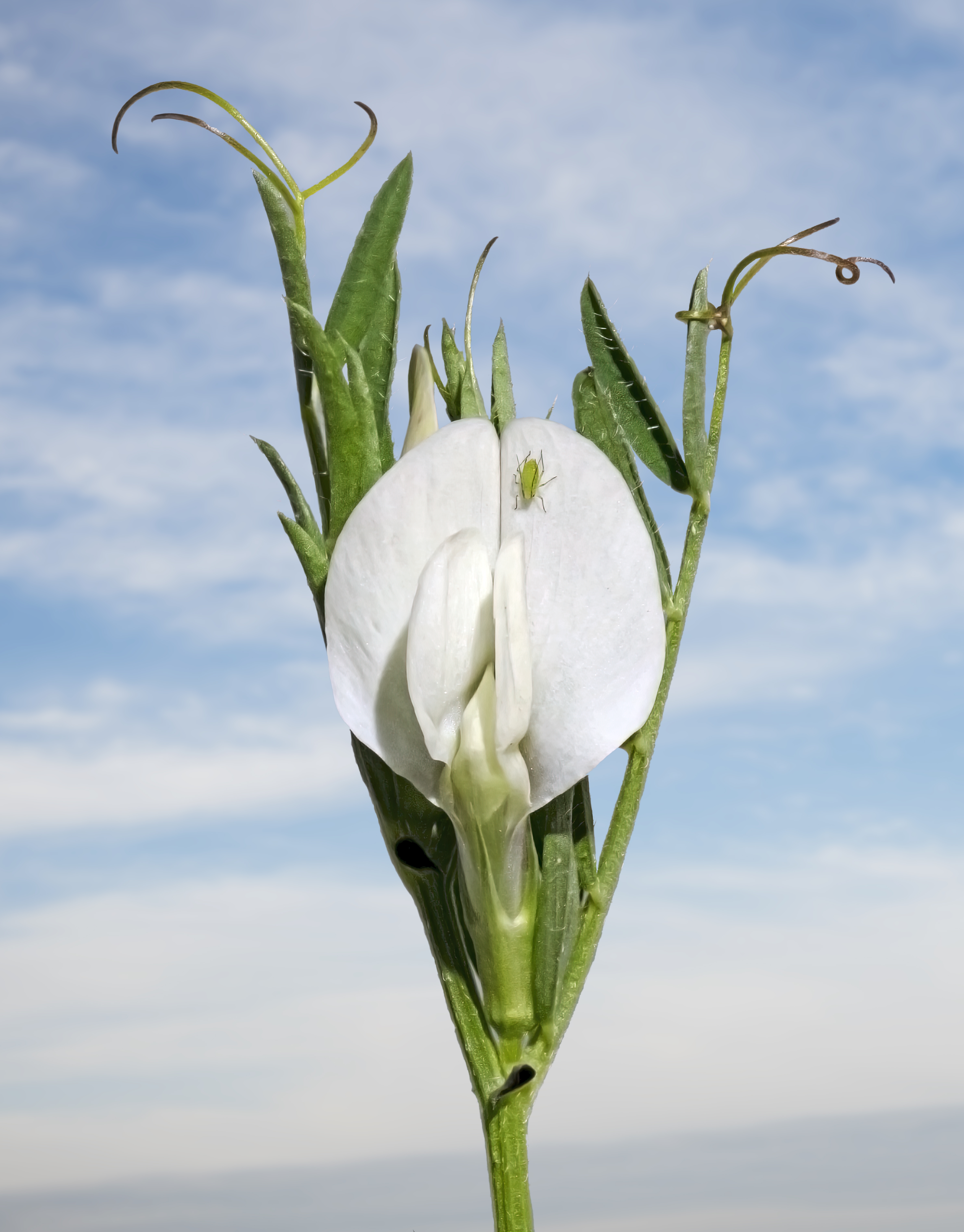
Рідше біла квітка.
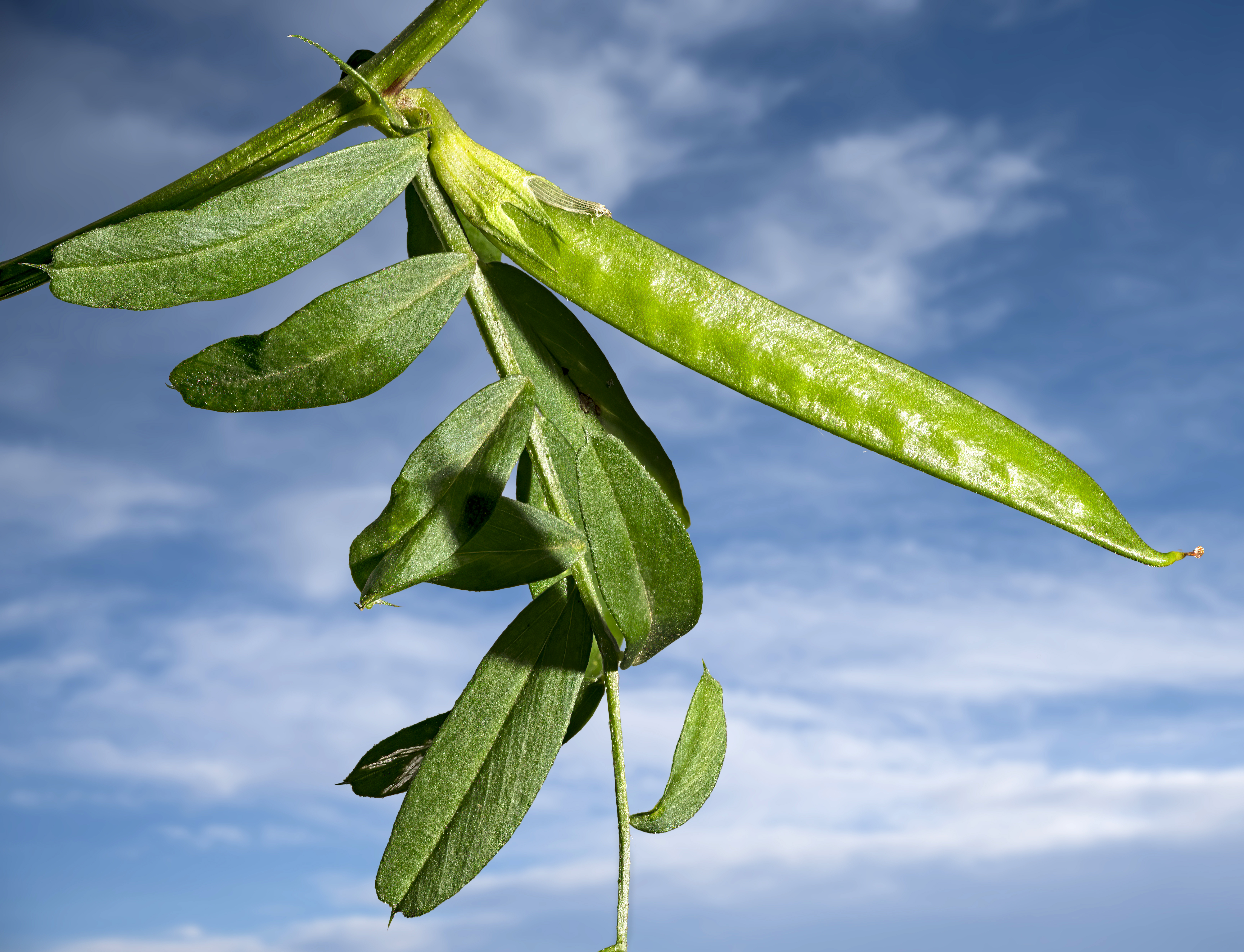
Незрілі плоди
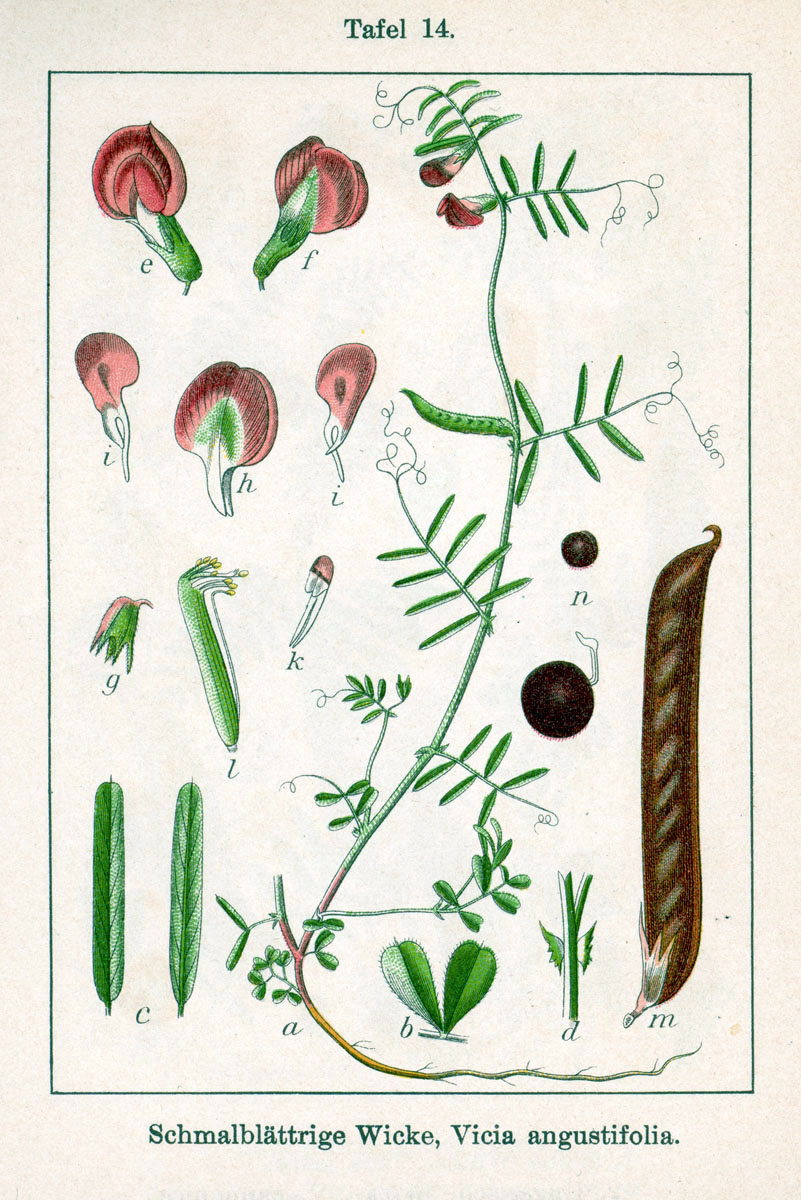